# Incrudimento
L' incrudimento  è un fenomeno metallurgico per cui un materiale metallico risulta rafforzato in seguito a una deformazione plastica a freddo.

## Descrizione
Spesso tale fenomeno è sfruttato in alcuni trattamenti (come la pallinatura) per migliorare le caratteristiche del materiale, come la durezza e la resistenza meccanica (l'effetto è trascurabile, invece, sul modulo di elasticità E).
Nei solidi metallici le deformazioni plastiche sono generalmente causate, a livello microscopico, da difetti del reticolo chiamati dislocazioni, che facilitano lo scorrimento dei piani cristallini muovendosi attraverso il materiale. A bassa temperatura questi difetti tendono a moltiplicarsi e ad accumularsi quando il materiale viene lavorato (ad esempio a causa del meccanismo di Frank-Read), finendo per interferire tra loro, bloccandosi a vicenda, incrementando i difetti puntiformi ed aumentando quindi la resistenza meccanica. Bisogna poi aggiungere che le dislocazioni in movimento si accumulano contro i bordi di grano (che sono barriere al moto delle dislocazioni), provocandone la rottura. Il risultato di tale sconvolgimento è la deformazione dei grani cristallini e il loro allungamento nella direzione dello sforzo.
Alle alte temperature ciò è compensato dal contemporaneo fenomeno di ricristallizzazione, che tende a "riarrangiare" il materiale in una forma più ordinata e distesa, disperdendo le dislocazioni e annullando gli effetti dell'incrudimento. Questo fenomeno è sfruttato nel trattamento termico di ricottura, che ha per l'appunto lo scopo di addolcire il materiale annullando l'effetto di incrudimento, di lavorazioni e in genere di altri trattamenti precedenti.
Per deformare plasticamente un metallo occorre una tensione data secondo la formula:
{\displaystyle \sigma =0,8Gb{\sqrt {\rho }}}
dove σ è la tensione necessaria per deformare plasticamente un metallo, G è il modulo elastico di taglio, b è il vettore di Burgers e ρ è la densità delle dislocazioni.
Ogni materiale con un punto di fusione ragionevolmente alto può essere indurito con questo metodo. Si utilizza spesso per indurire leghe che non risentono dei trattamenti termici, incluso l'acciaio a basso tenore di carbonio. L'Indio, poiché il suo basso punto di fusione lo rende immune all'incrudimento a temperatura ambiente, può essere utilizzato come guarnizione nei sistemi a vuoto.
Di solito la lavorazione a freddo è ottenuta con lo stesso processo utilizzato per dare la forma finale al pezzo, inclusa la laminazione a freddo (in contrasto con la laminazione a caldo) e l'estrusione. Sono state ideate delle tecniche per mantenere la forma del pezzo anche durante il processo di incrudimento, tra cui la pallinatura e la constant channel angular pressing. L'incrudibilità di un materiale può essere prevista mediante l'analisi della curva di stress-strain o studiata effettuando un test di durezza prima e dopo il processo di incrudimento.
- Incrudimento cinematico: si ha quando ad un aumento della tensione di snervamento a trazione ne corrisponde una diminuzione delle tensioni di snervamento a compressione, cioè quando il tratto elastico si mantiene costante in ampiezza (in accordo con l'effetto Bauschinger). Il centro dell'ellisse rappresentativa del limite di snervamento è detto back stress.
- Incrudimento isotropo: quando il tratto elastico si dilata cinematicamente

Effetti sulle proprietà meccaniche:
- aumentano la tensione di snervamento Rs e la durezza;
- diminuiscono le proprietà di duttilità (come allungamento e strizione) e di tenacità statica e dinamica (come la resilienza).

Effetti sulle proprietà fisiche e chimiche:
- aumentano la forza coercitiva, il coefficiente di dilatazione termica e di comprimibilità;
- diminuiscono densità, conducibilità elettrica, permeabilità magnetica, resistenza alla corrosione.